# Walter Beck (Turner)
Walter Beck (* 20. November 1907; † 1992) war ein Schweizer Turner.

## Karriere
Walter Beck nahm an den Olympischen Spielen 1936 in Berlin teil. Er startete an allen Geräten und verpasste als Fünfter nur knapp eine Medaille am Sprung. Mit dem Schweizer Team hingegen gewann er im Mannschaftsmehrkampf die Silbermedaille.
Bei den Weltmeisterschaften 1934 in Prag gewann er Silber am Sprung, am Reck und mit der Mannschaft.